# ستارة الحجرة
ستارة الحجرة أو ستارة المستشفى هو قطعة قماش مقسمة تستخدم في منشأة العلاج الطبي التي توفر الضميمة الخاصة لواحد أو أكثر من المرضى. عادة ما يتم صناعة الستار من نسيج مثبط اللهب بطبيعته، ويتم تعليقه من هيكل داعم أو مسار السقف.

## أعمال بناء
يتم إنشاء ستائر حجرة الرعاية الصحية من أقمشة منسوجة مختلفة مخيطة جنبا إلى جنب مع الجزء العلوي من شبكة مفتوحة من الستار على النحو المطلوب من قبل الرابطة الوطنية للحماية من الحرائق. ويتبع القوانين المقترحة للوقاية من الحرائق واللوائح التنظيمية من قبل حراس الإطفاء المحليين والحكوميين والاتحاديين مع وضع سلامة المرضى في الرعاية الصحية في الاعتبار. الاقتراح لشبكة هو 70 في المئة (70٪) فَتَحَ السماح لسقف الرش برش الماء في حالة الحريق. يتم تحديد متطلبات الطول الرأسي لحجم الشبكة من خلال عدد الانشات الأفقية لمسار السقف الستار من رأس الرش. مثال: إذا كان مسار السقف هو ستة (6") انشات من رأس الرش للسقف، والطول العمودي المطلوب من شبكة ما يقرب من ستة (6") بوصة. الحد الأقصى لطول الشبكة الرأسية المطلوبة هو ثمانية عشر بوصة (18") بغض النظر عن مسافة إضافية من رأس الرش للسقف. تم العثور على رمز لمتطلبات شبكة عمودية تحت رمز الوكالة الوطنية للحماية من الحرائق NFPA 13. الجزء السفلي من ستارة الحجرة مبهم لضمان خصوصية المريض. لا تتطلب التعليمات البرمجية أقمشة الستائر المكعبة ذات النهاية المضادة للميكروبات ولكنها أصبحت أكثر شيوعًا في مرافق العلاج الطبي للحد من انتشار الجراثيم داخل المنشأة. جميع الستائر الحجرة يجب ان تكون مثبطة للحريق من قبل رمز NFPA. يمكن تطبيق خصائص مثبطات الحريق موضعيا و / أو ملازمة لمجموعة واسعة من الألياف الاصطناعية المستخدمة للستائر الحجرة

## التصميم
خضع تصميم ستارة الحجرة إلى فترة من النمو السريع في التسعينات. بدلاً من المواد الصلبة التقليدية، أصبحت مجموعة أوسع من الألوان الدقيقة، والتناغمات الصامتة والأشكال الناعمة متاحة جنبًا إلى جنب مع مواد مختلفة وأنماط أكثر تفصيلاً. طبيعة تحت عنوان «الستائر مقصورات شعبية» وكذلك خيارات قابلة للتخصيص

## المشاكل
ومن المعروف أن هذه الستائر تسبب التهابات HAI (العدوى المكتسبة في المستشفى). وقد وجدت الدراسات المكورات العنقودية المقاومة للميثيسيلين (MRSA) على الستائر في المستشفيات. ومنذ التعرض لهذه الظاهرة، بدأت بعض مرافق العلاج الطبي في استخدام الستائر المضادة للميكروبات في محاولة لعرقلة انتشار الستائر. وسيط جديد يحل محل الستائر لهذا السبب. الزجاج الذكي يوفر نفس الخصوصية ولكن الزجاج على عكس الستائر يمكن تنظيفها بسهولة المطهرات مع 62-71% الإيثانول، 0.5% بيروكسيد الهيدروجين أو 0.1% هيبوكلوريت الصوديوم (التبييض) يمكن «بكفاءة» تعطيل الفيروسات التاجية وغيرها في غضون دقيقة. يمكن بسهولة تطبيق عوامل التنظيف هذه على الزجاج للحصول على حل فوري سريع. لا يمكن استخدام عوامل التنظيف هذه على الستائر. وفقا لدراسة بحثية أجراها مركز جامعة ميشيغان الطبل، قسم غرفة مستشفى النسيج استضاف الجراثيم المقاومة للأدوية الخطرة التي يمكنها البقاء على قيد الحياة على الستائر ما لم يتم الكشف عنها، وعلى قيد الحياة، لعدة أشهر في وقت واحد.أُخذت عينات ومرة أخرى بعد 14 يوما، 30 يوما، ثم شهريا تصل إلى 6 أشهر حيثما كان ذلك ممكنا. تم الحصول على ما مجموعُهُ 1521 عينة من 625 غرفة من حواف ستائر الخصوصية حيث يتم لمسها في معظم الأحيان، وكان الباحثون مهتمين بشكل خاص بأي روابط بين البكتيريا الموجودة على المرضى، وتلوث MDRO على ستارة الخصوصية الخاصة بهم في نفس الزيارة. كما أراد الفريق اكتشاف ما إذا كان هذا التلوث يحدث بشكل متقطع، أو أنه كان مستمرًا بالنسبة للمرضى الذين حصلوا على 6 أشهر من المتابعة.

## أمثلة
يمكن استخدام ستائر الحجرة في ستائر المستشفى ويجب أن تكون متوافقة مع المعيار الصحي الوطني في المملكة المتحدة لمكافحة العدوى ومثبطات اللهب إلى المعيار البريطاني BS5867 للمواد القماشيه.
يتم استخدام ستائر حجرة الغرفة المناسبة للخصوصية أثناء وجودها في أماكن البيع بالتجزئة في حين أن العملاء يرتدون الملابس. وفي المملكة المتحدة، يلزم اعتماد هذه الشهادات على BS5867 لاستخدامها في البيئات التجارية

## روابط خارجية
1. US 4377195 نسيج حجيرة خاصة
2. Andrews, CE. “Cubicle curtain and IV track support and mounting clip.” United States Patent. 2000 ستارة مكعبة ودعم المسار الرابع ومشبك التركيب